# Шайъуаси (окръг, Мичиган)
Окръг Шайъуаси (на английски: Shiawassee County) е окръг в щата Мичиган, Съединени американски щати. Площта му е 1401 km², а населението - 71 687 души (2000). Административен център е град Коруна.